# Belhaven University
Belhaven University (före 1 januari 2010 Belhaven College) är ett privat liberal arts college i Jackson i den amerikanska delstaten Mississippi. Det grundades av Dr. Lewis Fitzhugh. Senare donerades institutionen till den presbyterianska kyrkan i USA, men numera är det en självständig skola med kristen profil. Belhaven University erbjuder tjugosju olika bachelor-examina och åtta Masters.